# Međimurje

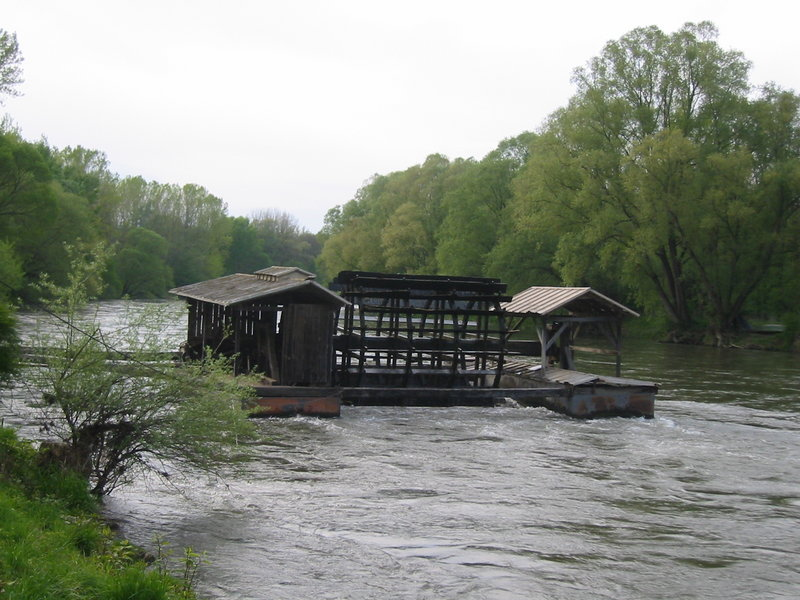
Schipmolen op de Mur bij Veržej

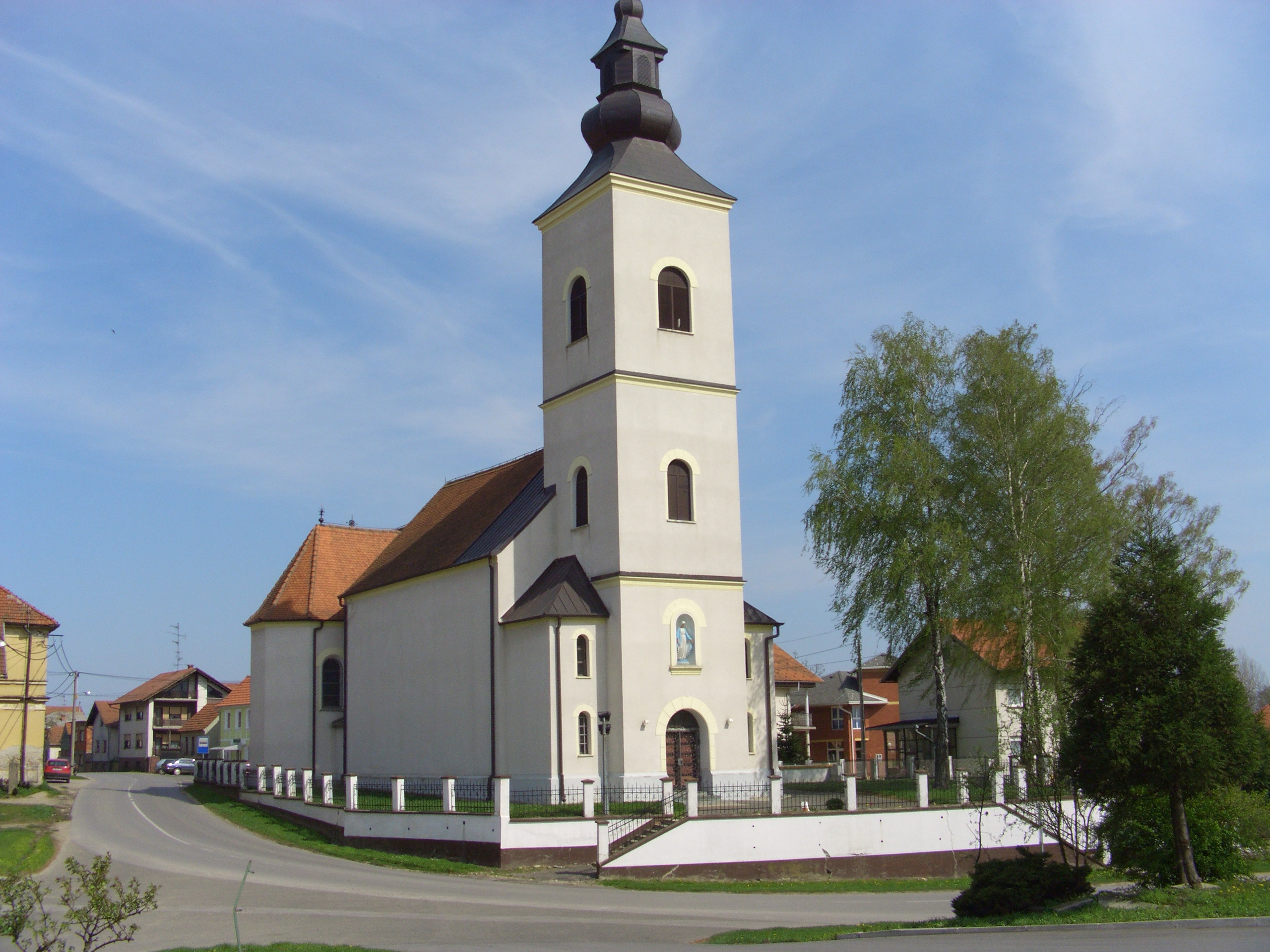
Rooms-katholieke kerk van Belica

Međimurje (Kroatisch: Međimurska županija; Hongaars: Muraköz; Sloveens: Medzimurská župa) is een provincie in het uiterste noorden van Kroatië, aan de grens met Slovenië en Hongarije en niet ver van Oostenrijk. De provincie beslaat een driehoekig gebied tussen de rivieren de Mur (tevens de grens met Hongarije) in het noorden en de Drava in het zuiden en de Sloveense grens in het westen. Landschappelijk vormt het een overgangsgebied tussen de hellingen van de Alpen in het westen en de Pannonische vlakte in het oosten. De hoofd- en grootste stad is Čakovec. Tot 1918 behoorde dit gebied tot het Hongaarse deel van de dubbelmonarchie Oostenrijk-Hongarije.
De dichtstbijzijnde grotere steden zijn Varaždin, Koprivnica, Nagykanizsa, Murska Sobota, Bjelovar, Maribor, en Graz.
Međimurje staat ook wel bekend als Hortus Croatiae ("de tuin van Kroatië"). De tortelduif  (grlica) en het viooltje (ljubičica) zijn de onofficiële symbolen van Međimurje. Sommigen noemen het gebied Međimurje malo ("Klein Međimurje").

## Bevolking
De bevolking van Međimurje bedroeg 111.669 in 2016. De bevolking daalt al jarenlang, vooral vanwege emigratie naar Zagreb,  Istrië en andere plaatsen.
Međimurje had 113.804 inwoners in de volkstelling van 2011. Etnische Kroaten vormden, met een populatie van 106.744, de grootste bevolkingsgroep. Dat is 93,8% van de totale bevolking van provincie Međimurje. De grootste minderheid vormen de Roma-zigeuners. Van de 16.975 Roma in Kroatië leefden er in de volkstelling van 2011 ongeveer 5107 in de provincie Međimurje. Dus bijna één derde van de Kroatische Romabevolking is woonachtig in de provincie Međimurje. De Roma vormen 4,5% van de bevolking.
Net als veel andere plaatsen in Kroatië daalt ook de bevolking in Međimurje, vooral vanwege emigratie. In 2016 werden er 1216 kinderen geboren, vergeleken met 1253 kinderen in 2011. Het geboortecijfer (10,9‰) is een stuk hoger dan de rest van Kroatië (8,4‰), vooral vanwege de aanwezigheid van Roma-zigeuners en vanwege het feit dat de provincie nog erg ruraal is. In datzelfde jaar stierven er 1201 mensen, een kleine daling vergeleken 1254 sterftegevallen in 2011. De natuurlijke bevolkingsgroei is minimaal en bedraagt +15 mensen in 2016, vergeleken met -1 in 2011. 
Ondanks de toenemende vergrijzing blijft de bevolking jonger dan de rest van Kroatië. Er woonden 18.136 kinderen vanaf 0 tot en met 14 jaar oud in 2016: dat is 16,24% van de bevolking (ter vergelijking: 14,53% in de rest van Kroatië). In 2001 woonden er nog 21.117 kinderen en vormden toen 18,50% van de totale bevolking. Het aantal 65-plussers nam in dezelfde periode toe van 16.339 naar 19.424: ofwel van 14,31% naar 17,39% (in heel Kroatië is het percentage ouderen 19,60% in 2016).

## Bestuurlijke indeling
Međimurje is onderverdeeld in:
- De (hoofd)stad  Čakovec
- De stad Mursko Središće
- De stad Prelog
- De gemeente Belica
- De gemeente Dekanovec
- De gemeente Domašinec
- De gemeente Donja Dubrava
- De gemeente Donji Kraljevec
- De gemeente Donji Vidovec
- De gemeente Goričan
- De gemeente Gornji Mihaljevec
- De gemeente Kotoriba
- De gemeente Miklavec
- De gemeente Mala Subotica
- De gemeente Nedelišće
- De gemeente Orehovica
- De gemeente Podturen
- De gemeente Pribislavec
- De gemeente Selnica
- De gemeente Strahoninec
- De gemeente Sveta Marija
- De gemeente Sveti Juraj na Bregu
- De gemeente Sveti Martin na Muri
- De gemeente Šenkovec
- De gemeente Štrigova
- De gemeente Vratišinec

## Provinciale regering
- De huidige Župan (prefecteur): Josip Posavec (HNS)
- vice-župan: Mladen Križaić (HDZ)

De provinciale assemblee, met  Vladimir Ivković (HDZ) als voorzitter bestaat uit 41 vertegenwoordigers van de volgende politieke partijen:
- Kroatische Volkspartij (HNS) 15
- SDP-HSS-HSU: 13
  - Sociaaldemocratische Partij van Kroatië (SDP)
  - Kroatische Boerenpartij (HSS)
  - Kroatische Senioren Partij (HSU)
- Kroatische Democratische Unie (HDZ) 7
- Kroatische Sociaal Liberale Partij (HSLS) 6

Gebaseerd op de verkiezingsuitslagen van 2005.

## Belangrijke personen uit Međimurje
- Florijan Andrašec - dichter

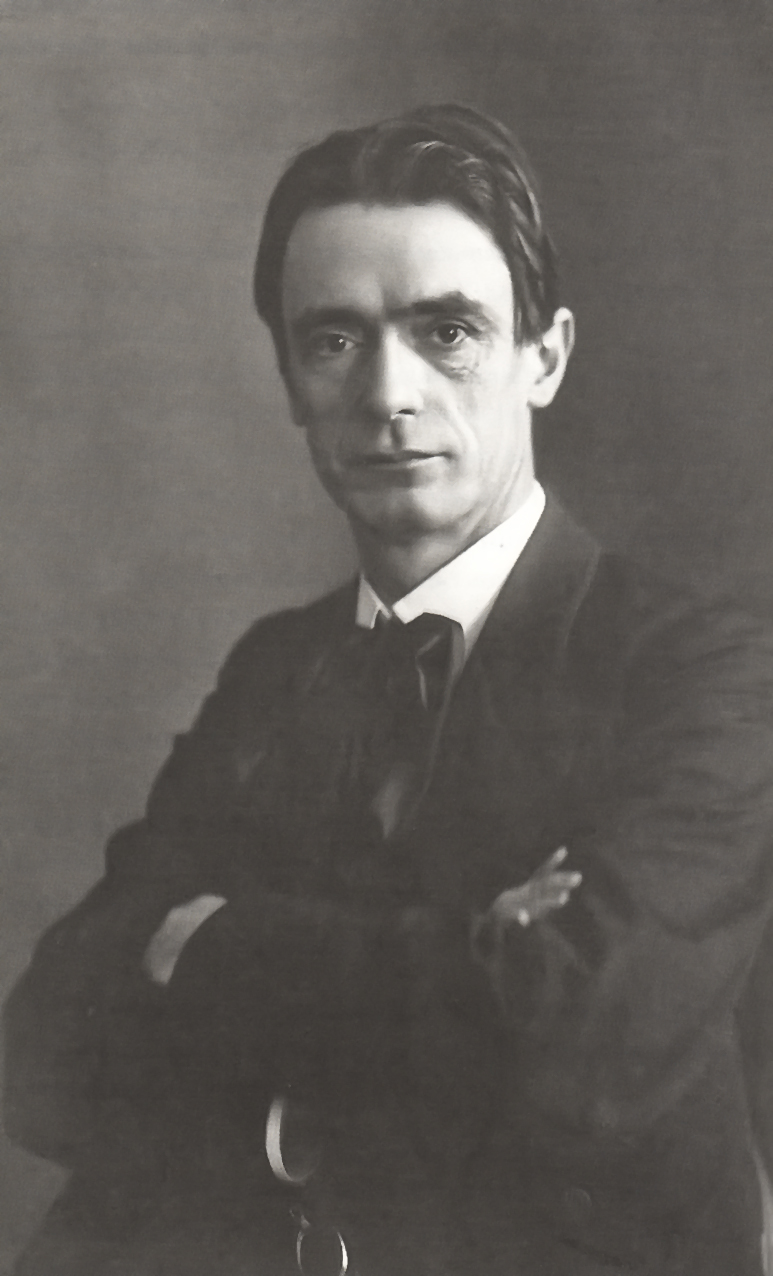
Rudolf Steiner, 1861-1925

- Lidija Bajuk – musicus, volksvermaker.
- Lujo Bezeredi - beeldhouwer
- Dragutin Feletar – schrijver, journalist
- Goranko Fižulić - politicus
- Joža Horvat – avonturier, schrijver
- Tihomir Hunjak – wiskundige, geleerde
- Robert Jarni - voetbalspeler
- Ladislav Kralj-Međimurec - tekenaar
- Dražen Ladić – voetbalspeler (keeper)
- Ivan Novak - historicus, politicus
- Nikola Pavić - dichter
- Fortunat Pintarić - musicus
- Ruža Pospiš-Baldani - operazanger
- Franjo Punčec - tennisspeler
- Ivan Ranger - schilder
- Rudolf Steiner - filosoof
- Ana Štefok - zanger
- Ignacije Szentmartony - ontdekker
- Josip Štolcer-Slavenski - componist
- Nikola Zrinski - soldaat, dichter, filosoof
- Petar Zrinski – soldaat
- Vinko Žganec – volksverhalenverteller,  Etnomusicoloog